# Зайцев, Виталий Владимирович
Вита́лий Влади́мирович За́йцев (13 мая 1991, Рыбинск) — российский футболист, защитник.

## Карьера
Воспитанник егорьевского училища Олимпийского резерва «Мастер-Сатурн». В сезоне 2009 года Виталий Зайцев был заявлен в состав раменского «Сатурна».
7 августа 2010 года Зайцев был заявлен за латвийский клуб «Блазма» Резекне, в рядах которого он дебютировал в тот же день, в матче высшей лиги против «Олимпа» (1:2).
Сезон 2011/12 года провёл в молодёжной команде ярославского «Шинника», в июле 2012 года присоединился к клубу «Вологда».

### Статистика выступлений
| Выступление        | Выступление      | Выступление      | Чемпионат | Чемпионат | Кубки | Кубки | Прочее | Прочее | Итого | Итого |
| Клуб               | Лига             | Сезон            | Игры      | Голы      | Игры  | Голы  | Игры   | Голы   | Игры  | Голы  |
| ------------------ | ---------------- | ---------------- | --------- | --------- | ----- | ----- | ------ | ------ | ----- | ----- |
| Мастер-Сатурн      | ЛФЛ              | 2008             | 26        | 0         | —     | —     | —      | —      | 26    | 0     |
| Сатурн (Раменское) | Премьер-Лига     | 2009             | 0         | 0         | 0     | 0     | —      | —      | 0     | 0     |
| Мастер-Сатурн      | ЛФЛ              | 2009             | 1         | 0         | —     | —     | —      | —      | 1     | 0     |
| Сатурн-2           | Второй дивизион  | 2010             | ?         | ?         | ?     | ?     | —      | —      | ?     | ?     |
| Блазма             | Высшая лига      | 2010             | 14        | 0         | 1     | 0     | 2      | 0      | 17    | 0     |
| Шинник-М           | ЛФЛ              | 2011/12          | 18        | 0         | 2     | 0     | —      | —      | 20    | 0     |
| Вологда            | Второй дивизион  | 2012/13          | 15        | 2         | 1     | 0     | —      | —      | 16    | 2     |
| Вологда-М          | ЛФЛ              | 2012             | 2         | 0         | —     | —     | —      | —      | 2     | 0     |
| Вологда            | Первенство ПФЛ   | 2013/14          | 21        | 1         | 1     | 0     | —      | —      | 22    | 1     |
| Всего за карьеру   | Всего за карьеру | Всего за карьеру | ?         | ?         | ?     | ?     | 2      | 0      | ?     | ?     |